# Higashi Shunki
Higashi Shunki (東 俊希 Higashi Shunki, sinh ngày 28 tháng 7 năm 2000) là cầu thủ bóng đá người Nhật Bản thi đấu ở vị trí tiền vệ cho câu lạc bộ Sanfrecce Hiroshima tại J1 League.

## Sự nghiệp thi đấu
Higashi sinh ngày 28 tháng 7 năm 2000 tại tỉnh Ehime. Anh gia nhập câu lạc bộ tại J1 League Sanfrecce Hiroshima từ đội trẻ năm 2018. Ngày 22 tháng 8, anh có trận đấu ra mắt cho Sanfrecce Hiroshima trước Nagoya Grampus ở Cúp Hoàng đế.

## Thống kê sự nghiệp
Cập nhật lần cuối: 27 tháng 2 năm 2019
| Thành tích câu lạc bộ | Thành tích câu lạc bộ | Thành tích câu lạc bộ | Giải vô địch | Giải vô địch | Cúp                   | Cúp                   | Cúp Liên đoàn | Cúp Liên đoàn | Tổng cộng | Tổng cộng |
| Mùa giải              | Câu lạc bộ            | Giải vô địch          | Số trận      | Bàn thắng    | Số trận               | Bàn thắng             | Số trận       | Bàn thắng     | Số trận   | Bàn thắng |
| Nhật Bản              | Nhật Bản              | Nhật Bản              | Giải vô địch | Giải vô địch | Cúp Hoàng đế Nhật Bản | Cúp Hoàng đế Nhật Bản | J.League Cup  | J.League Cup  | Tổng cộng | Tổng cộng |
| --------------------- | --------------------- | --------------------- | ------------ | ------------ | --------------------- | --------------------- | ------------- | ------------- | --------- | --------- |
| 2018                  | Sanfrecce Hiroshima   | J1 League             | 1            | 0            | 0                     | 0                     | 0             | 0             | 1         | 0         |
| Tổng cộng sự nghiệp   | Tổng cộng sự nghiệp   | Tổng cộng sự nghiệp   | 1            | 0            | 0                     | 0                     | 0             | 0             | 1         | 0         |